# Kazimierz Borczyk
Kazimierz Jan Borczyk (ur. 5 listopada 1926 w Humniskach, zm. 18 lipca 2016) – komunistyczny działacz partyjny i państwowy, wojewoda skierniewicki (1980–1990).

## Życiorys
W 1959 ukończył studia prawnicze na Uniwersytecie Warszawskim, jednocześnie był zatrudniony w Prezydium Wojewódzkiej Rady Narodowej w Łodzi (1952–1972) oraz Komitecie Wojewódzkim PZPR (1972–1973). Zasiadał we władzach wykonawczych (egzekutywie) Komitetu Wojewódzkiego PZPR w Łodzi. W 1973 awansował na wicewojewodę łódzkiego, a dwa lata później na sekretarza KW PZPR w Skierniewicach (do 1980) i wiceprzewodniczącego Wojewódzkiej Rady Narodowej tamże (do 1981). W 1980 objął urząd wojewody skierniewickiego, który sprawował do 1990.
Odznaczony m.in. Orderem Sztandaru Pracy II klasy, Krzyżem Komandorskim i Kawalerskim Orderu Odrodzenia Polski, Złotym i Srebrnym Krzyżem Zasługi, a także Medalem 10-lecia Polski Ludowej i Medalem 30-lecia Polski Ludowej.